# برنا آصفی
دکتر محمد صادق برنا آصفی ‏ پدر روانپزشکی افغانستان است. وی در ۵ حوت (اسفند) ۱۳۹۰ در لندن انگلستان در گذشت.

## زندگی‌نامه
وی در سال ۱۹۷۰ میلادی برای تحصیل وارد انگلستان شد و تا دکترا در رشته روانپزشکی تحصیل کرد. دکتر برنا در سال ۱۹۸۲ به افغانستان بازگشت و در زمینه معرفی شیوه‌های تازه درمان بیماری‌های روانی شروع به کار کرد.